# Тёмкин, Менасий Исаакович
Михаил (Менасий) Исаакович Тёмкин (1908—1991) — советский учёный-физикохимик, один из основателей современной кинетики сложных каталитических реакций, лауреат Государственной премии СССР.

По оценке академика Я. М. Колотыркина, являлся одним из выдающихся физикохимиков середины XX века. Результаты его исследований оказали огромное влияние на развитие учения о химической кинетике и катализе.

## Биография и научная деятельность
М. И. Тёмкин родился 5 (16) сентября 1908 года в городе Белосток Гродненской губернии.
В 1931 году окончил Московский государственный университет имени М. В. Ломоносова.

В 1932 году под руководством академика А. Н. Баха начал работать в Физико-химическом институте им. Л. Я. Карпова, которому отдал 59 лет жизни (с 1938 года — заведующий лабораторией химической кинетики). В конце 40-х годов читал лекции на кафедре физической химии Московского института стали, активно участвуя в научной деятельности кафедры.
Основные работы относятся к химической кинетике.

В 1935 году при изучении в сотрудничестве с В. И. Пыжовым кинетики поверхностных реакций получил экспериментальные данные, послужившие отправным материалом для распространения теории абсолютных скоростей реакций на адсорбцию и гетерогенный катализ (уравнение Тёмкина-Пыжова). После этих работ уже не только в Институте им. Л. Я. Карпова, но и в других научных школах о нём заговорили как о талантливом исследователе, и на некоторое время он стал как бы эталоном творческих способностей. Известно, например, что будущего академика Я. Б. Зельдовича в молодости, когда начали проявляться его выдающиеся творческие способности, называли «ленинградским Тёмкиным».
Предложенная М. И. Тёмкиным в 1939 году теория кинетики синтеза аммиака вошла в золотой фонд физической химии.

В 1941 году М. И. Тёмкин выдвинул теорию равновесий и кинетики процессов на неоднородных поверхностях катализаторов и электродов, включающую изотерму адсорбции Тёмкина и линейное соотношение энергий адсорбции и активации.

В 1945 году разработал ионную теорию расплавов солей, в которой сформулировал понятие об идеальном ионном растворе (правило Тёмкина).

В 1950 году предложил проточно-циркуляционный метод измерения скоростей гетерогенно-каталитических реакций, нашедший широкое практическое применение.

В 1952 году исследовал термоэлектрические явления в растворах электролитов и впервые определил энтропии движущихся ионов.

М. И. Тёмкиным был внесён существенный вклад в развитие теории кинетики реакций на неоднородных поверхностях (модель Тёмкина) и теории сложных стационарных реакций (теория Хориути — Тёмкина).
Несмотря на большой вклад в отечественную науку, М. И. Тёмкин очень поздно (лишь в 1978 году) стал лауреатом Государственной премии СССР, однако так и не был избран в состав Академии наук СССР, хотя его кандидатура многократно выдвигалась учёным советом Института им. Л. Я. Карпова.
Последние годы жизни Михаила Исааковича были трагически трудными. После потери близких и тяжелейшей травмы в результате дорожно-транспортного происшествия, профессор, не утратив силы интеллекта и воли к жизни, вернулся в институт и до конца дней продолжал научную работу.
Умер в 1991 году в Москве. Похоронен на Востряковском кладбище.

## Память
В здании второго корпуса НИФХИ им. Л. Я. Карпова, где работал М. И. Тёмкин, установлена мемориальная доска.

К юбилею учёного сотрудниками НИФХИ им. Л. Я. Карпова был создан персональный сайт М. И. Тёмкина.